# Шамраєва дача
Шамраєва дача — один з об'єктів природно-заповідного фонду Луганської області, заповідне урочище місцевого значення.

## Розташування
Заповідне урочище розташоване на північний схід від села Боброво в Попаснянському районі Луганської області, на території Бобровського лісництва державного підприємства «Сіверсько-донецьке лісомисливське господарство». Координати: 48° 50' 27" північної широти, 38° 41' 56" східної довготи.

## Історія
Заповідне урочище місцевого значення «Шамраєва дача» оголошено рішенням виконкому Ворошиловградської обласної ради народних депутатів № 247 від 28 червня 1984 р.

## Загальна характеристика
Заповідне урочище «Шамраєва дача» загальною площею 879,0 га являє собою цінний природний комплекс піщаної тераси Сіверського Дінця. Охоплює озеро Шамраєво, а також прилеглі до озера природні березові колки, діброви, чорновільшаники та штучні соснові насадження віком 40-50 років.

## Ландшафтний склад
Степи — 0%,

умовно-природні ліси — 0%,

штучні ліси — 100%,

водойми — 0%,

орні землі — 0%,

населені пункти — 0%.

## Тваринний світ
Фауна урочища представлена такими цінними мисливськими видами: заєць-русак, вивірка звичайна, єнот уссурійський, куниця лісова і кам'яна, лось, Сарна європейська, свиня дика, фазан звичайний. На озері і болотних ділянках гніздяться водоплавних та інших гідрофільні птахи. Також урочище є місцем проживання для багатьох видів співочих птахів.